# Fujikawa-shuku

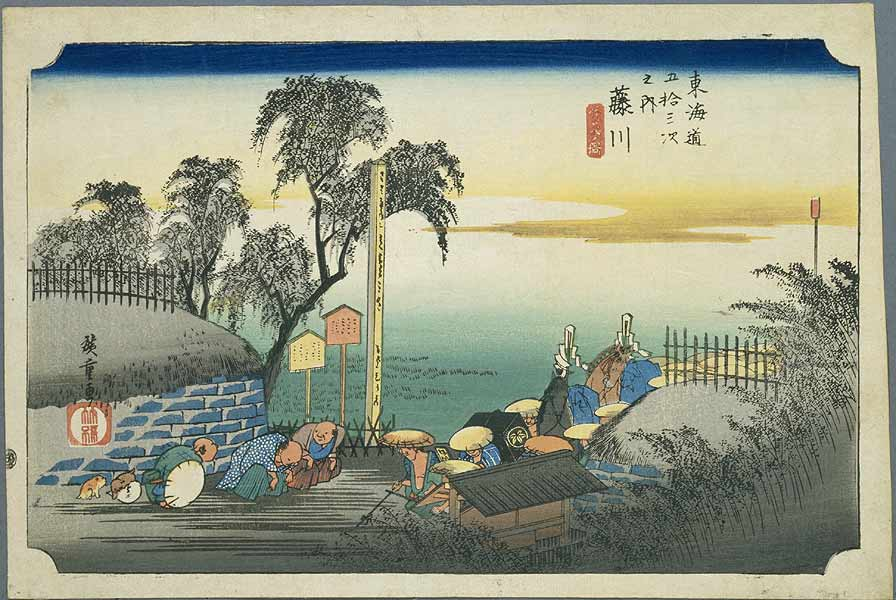
Stacja w latach 30. XIX wieku, Hiroshige Andō

Fujikawa-shuku (jap. 藤川宿 Fujikawa-shuku) – trzydziesta siódma z 53 stacji szlaku Tōkaidō, położona obecnie w mieście Okazaki, w prefekturze Aichi w Japonii.